# G14
Pour les articles homonymes, voir G14 (homonymie).

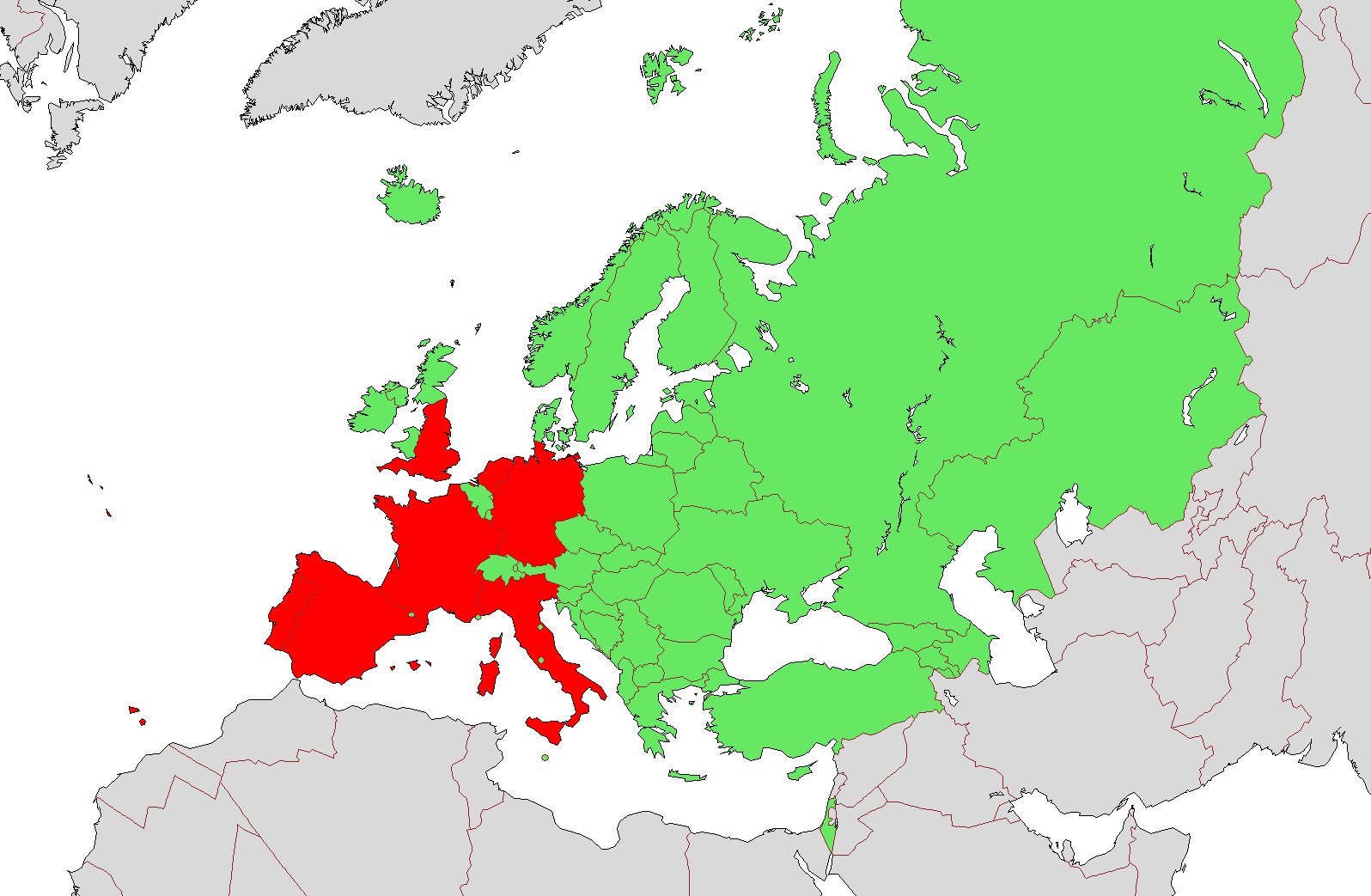
Le G14

Le G14 est une ancienne organisation de lobbying des clubs de football professionnels les plus puissants, importants, influents et riches d'Europe. Il a été fondé en 2000 par 14 membres et a été dissous en janvier 2008 sous la pression de l'UEFA et de la FIFA. Sa mission est de défendre les intérêts des clubs affiliés auprès de l'UEFA, de la FIFA, des sponsors et des diffuseurs. Son slogan est « The voice of the clubs » (La voix des clubs). Son siège se situe à Bruxelles.
Depuis le mois de février 2008 et sa dissolution, le G14 a été remplacé par l'association européenne des clubs.

## Fonctionnement
Chaque membre "fondateur" (les 14 premiers) possédait trois voix de base. Les nouveaux membres ne sont acceptés que sur invitation. Chaque nouvel invité se voit attribuer une voix de base. À celles-ci s'ajoutent des voix supplémentaires, en fonction de la réussite sportive des clubs dans les trois grandes compétitions Européennes :
- une victoire en Ligue des champions (C1) = 2 voix
- une victoire dans l'ancienne Coupe d'Europe des vainqueurs de coupes (C2) = 1 voix
- une victoire dans la Coupe UEFA (C3) = 1 voix

Le G14 n'était financé que par ses membres. 50 % de son budget était réparti entre chaque membre à parts égales. Les autres 50 % sont divisés en fonction du nombre de voix que chaque membre possède. L'année fiscale du G14 se déroule du 1er juillet au 30 juin, pour coïncider avec la saison sportive de ses membres.
Les 18 membres du G14 se réunissent au moins 4 fois par an en Assemblée générale, et discutent des points cruciaux affectant les clubs de football, en accordant leurs positions et leur politique. Une des Assemblées Générales est aussi dédiée à l'approbation des comptes de l'année écoulée.
C'est aussi lors d'une Assemblée générale que les membres dirigeants du G14 sont élus, pour 2 ans renouvelables. Les membres dirigeants du G14 décident notamment de la position publique du G14 sur certains dossiers (voir Divergences avec la FIFA) et assurent le bon fonctionnement du G14 au jour le jour. En 2006, le Directeur Général du G14 était Thomas Kurth (48 ans).
Le président de l'Olympique lyonnais Jean-Michel Aulas a pris la présidence du G14 à laquelle il était le seul candidat le 16 mai 2007 à Glasgow. Il succède ainsi à l'ancien vice-président d'Arsenal, David Dein.
À cette occasion, le G14 a annoncé réfléchir à son élargissement à 16 nouveaux clubs, sur des critères économiques, sportifs, et géographiques (notamment en direction des clubs de l'Europe de l'Est, actuellement non représentés).

## Sportivement
En tout, les membres du G14 ont gagné environ 250 championnats nationaux et 41 Ligues des Champions sur 51 éditions.
La finale 2004 de la Ligue des champions a été l'une des rares finales (la première depuis 1992) où l'un des finalistes n'était pas affilié au G14 (elle a en effet opposé le FC Porto à l'AS Monaco (3 - 0), ce dernier étant le club non affilié). Seulement trois finales de Ligue des champions ont vu s'affronter deux équipes qui n'étaient pas des membres du G14.
Par contre, 13 finales de Coupe UEFA, une autre compétition de l'UEFA, ont été disputées entre 2 équipes non membres du G14. Les éditions 2005, 2006 et 2007 sont dans ce cas.
Un seul club du G14 n'a rien gagné à l'échelon européen, il s'agit de l'Olympique lyonnais.

## Ses membres
En 2000, 14 clubs sont membres fondateurs du G14. En août 2002, quatre nouveaux clubs rejoignent l'organisation, portant le nombre de membres à 18, sans pour autant que le G14 ne change de nom.
| Club                   | Adhésion | Voix |
| ---------------------- | -------- | ---- |
| Milan AC               | 2000     | 19   |
| Real Madrid            | 2000     | 18   |
| Liverpool FC           | 2000     | 16   |
| Ajax Amsterdam         | 2000     | 13   |
| Bayern Munich          | 2000     | 13   |
| FC Barcelone           | 2000     | 11   |
| Juventus               | 2000     | 11   |
| Inter Milan            | 2000     | 10   |
| Manchester United      | 2000     | 8    |
| FC Porto               | 2000     | 8    |
| Borussia Dortmund      | 2000     | 6    |
| PSV Eindhoven          | 2000     | 6    |
| Olympique de Marseille | 2000     | 5    |
| Valence CF             | 2002     | 5    |
| Arsenal FC             | 2002     | 3    |
| Bayer Leverkusen       | 2002     | 2    |
| Paris Saint-Germain    | 2000     | 2    |
| Olympique Lyonnais     | 2002     | 1    |
|                        | Total    | 157  |

En septembre 2007, on annonce plusieurs clubs qui rejoindront le G14 sur une liste de 45. On parle de clubs de l'Est, comme le Dynamo Kiev, Chakhtar Donetsk, Steaua Bucarest, plusieurs clubs de l'Ouest comme Chelsea, Tottenham, AS Rome, Schalke 04, Werder Breme, Glasgow Rangers, Feyenoord Rotterdam, RSC Anderlecht, l'AS Monaco, et des clubs du Sud comme Benfica Lisbonne, l'Atlético Madrid, Séville FC et un seul club du Nord qui est le Lokomotiv Moscou. Avec la réforme prévue, les membres ne seraient plus assurés d'avoir un siège permanent, mais il y aurait un renouvellement des membres à la vue des performances sportives. À la dissolution du G14 en 2008, le nombre de membres est toujours de 18.
Au 23 mai 2007, les clubs italiens ont la plus grande influence au sein du G14 avec 25,48 % des voix :
| Rang | Fédération | Voix | Pourcentage | Membres |
| ---- | ---------- | ---- | ----------- | ------- |
| 1    | Italie     | 40   | 25,48 %     | 3       |
| 2    | Espagne    | 34   | 21,66 %     | 3       |
| 3    | Angleterre | 27   | 17,20 %     | 3       |
| 4    | Allemagne  | 21   | 13,38 %     | 3       |
| 5    | Pays-Bas   | 19   | 12,10 %     | 2       |
| 6    | France     | 8    | 5,10 %      | 3       |
| 6    | Portugal   | 8    | 5,10 %      | 1       |
|      | Total      | 157  | 100,0 %     | 18      |

## Divergences avec la FIFA
En avril 2004, le G14 s'est plaint de la mise à disposition obligatoire de ses joueurs, sans compensation (financière principalement), pour les compétitions internationales de la FIFA. Le président de la FIFA Sepp Blatter refuse toutes négociations avec le G14.
En septembre 2005, le G14 soutient le club belge de Charleroi SC dans le conflit qui l'oppose à la FIFA après que l'un de ses joueurs (Abdelmajid Oulmers, Marocain) se fut blessé pendant une rencontre internationale, entraînant une indisponibilité pour jouer avec le club de Charleroi SC de 8 mois.
Le président de l'UEFA, Michel Platini, a appelé à l'auto-dissolution du G14 en mai 2007, considérant qu'il s'agit d'un groupe trop élitiste, et dont les membres pourraient très bien s'exprimer dans le cadre d'un nouvel organe de l'UEFA, le Forum des clubs.

## Buts de l'organisation
Le G14 étant une organisation de lobbying, elle milite en faveur de différentes idées, parmi lesquelles :
- Le paiement d'une indemnité par les fédérations nationales pour la mise à disposition des joueurs internationaux par les clubs (notamment des indemnités d'assurances contre les blessures).
- La multiplication du nombre de matches européens (afin de créer des ressources financières supplémentaires), soit par l'augmentation du nombre de matchs de Ligue des champions ou par la création d'un championnat Européen fermé sur le modèle des ligues majeurs professionnelles nord-américaine.
- L'obtention d'une représentativité des clubs de Football accrue dans les divers organismes de l'UEFA et de la FIFA.

## Dissolution du G14
Début 2008 fut conclu un accord entre le G14 et l'UEFA. Deux structures antagonistes, le G14 et le Forum des clubs, se dissolvent et sont remplacées par une nouvelle structure au sein de l'UEFA. Ce compromis est dû à la pression conjointe de la FIFA et de l'UEFA, à quelques divergences au sein du G14 mais surtout au fait que l'UEFA reconnaîtra désormais un pouvoir aux clubs via cette nouvelle structure : elle représente la moitié des sièges au comité des compétitions inter-clubs.
Les principales revendications du G14 furent ainsi reconnues par l'accord de 2008 entre la FIFA et les clubs européens. Ces derniers déposaient leurs demandes d'indemnisation datant de 2005 concernant le coût financier des blessures de leurs joueurs en matchs internationaux, à l'exemple du joueur du Maroc Abdelmajid Oulmers, employé par le club belge de Charleroi SC, et ayant contracté une blessure dans un match amical en 2004. Un autre cas célèbre est celui de l'Anglais de Newcastle United Michael Owen, blessé durant la Coupe du monde de football de 2006,,.

### Sources
- (en) Cet article est partiellement ou en totalité issu de l’article de Wikipédia en anglais intitulé « G-14 » (voir la liste des auteurs).
- (en) « Site officiel »(Archive.org • Wikiwix • Archive.is • Google • Que faire ?) (consulté le 30 mars 2013)
- (en) « Statuts du G14 »(Archive.org • Wikiwix • Archive.is • Google • Que faire ?) (consulté le 30 mars 2013)